# キュートーシステム
キュートーシステム株式会社（きゅーとーシステム、英称：Q-TO System Co., Ltd.）は、福岡市博多区博多駅南に本社をもつ、太陽光発電システム、オール電化システムによる給湯設備、IHクッキングヒーターの販売、施工、メンテナンスを行う会社。
2011年7月に社名表記を「給湯」からカタカナの「キュートー」に変更した。設立時の社名は給湯システムネットワーク株式会社（きゅうとうシステムネットワーク、英称：Hotwater System Network Co., Ltd.）。

## 沿革
- 2003年7月8日 - 設立。
- 2008年6月1日 - 社名を「給湯システム株式会社」に変更。
- 2011年7月1日 - 社名を「キュートーシステム株式会社」に変更。
- 2014年2月1日 - グループ名を「キュートーグループ」に変更。社名を「キュートーシステム株式会社」「キュートーホールディングス株式会社」「キュートーファシリティーズ株式会社」に変更。
- 2017年
  - 1月30日 - 個人への訪問販売事業を終了[1]。
  - 3月17日 - 消費者庁より、特定商取引法で禁じられた営業行為を行ったことを理由に、6ヶ月の一部業務停止命令を受けた[2]。

## テレビ広告
かつては福岡の事務所に所属するタレント（子役含む）が出演していたが、2005年から「電化」にかけて、テレビドラマ『太陽にほえろ!』の「殿下」役で知られる俳優の小野寺昭を起用。2006年に入ってからは電化工事の「工事」にかけて追加起用された仲本工事（ザ・ドリフターズ・こぶ茶バンド）との共演CMとなった。三代純歌も共演（2016年11月ですべて契約終了）。

### 提供番組

#### 全国提供
- Nスタ（TBS系列）

毎週月・火曜日 17:50〜18:15
- みんなのニュース（フジテレビ）

2016年4月から隔日提供

#### ローカル提供
- Nスタ（TBSテレビ）

水・金曜日 16時台
- アサデス。（九州朝日放送制作・テレビ朝日系列九州・山口ブロック7局）

毎週水曜日 9:55〜10:45

#### 過去の提供番組
- みのもんたの朝ズバッ!（TBS系列）
- 真相報道 バンキシャ!（福岡放送）
- 情報ライブ ミヤネ屋（読売テレビ制作・日本テレビ系列）
- スーパーJチャンネル（テレビ朝日系列）
- ワイド!スクランブル（テレビ朝日系列）
- 日曜ビッグバラエティ（テレビ東京系列）
- 開運!なんでも鑑定団（テレビ熊本）
- バイキング（フジテレビ）
- ANNスーパーJチャンネル（鹿児島放送・日曜版のみ）

## 関連企業
- Q-TOグループ
  - キュートーホールディングス株式会社
  - キュートーシステム株式会社
  - キュートーファシリティーズ株式会社